# Explodes
explodes è un singolo promozionale del gruppo musicale Kasabian, pubblicato il 30 aprile 2014 in promozione del loro quinto album 48:13.

## La canzone
In un'intervista di NME Sergio Pizzorno parla così del brano:

## Tracce
Testi e musiche di Sergio Pizzorno.
1. explodes – 4:17

## Classifiche
| Classifica (2014) | Posizione massima |
| ----------------- | ----------------- |
| Regno Unito       | 52                |
| Scozia            | 40                |